# Ото Ревентлов
Ото Ревентлов (на немски: Otto Reventlow; * пр. 1561; † 27 март 1618) е благородник от род Ревентлов от Шлезвиг-Холщайн, господар на Шьоневайде, Щокзее, Ватерневерсторф, Ламерсхаген, Витенберг и Лютиенбург.
Той е син на кралския датски съветник, маршал, херцогски щатхалтер и рицар Ивен фон Ревентлов († 1569) и третата му съпруга Маргрета Рантцау († 1550), дъщеря на Ото фон Рантцау от Бюлк († 1510/1511) и Анна фон Брайде († 1551). Баща му е брат на Детлев фон Ревентлов († 1536), епископ на Любек (1535 – 1536).
Полубрат е на Дитлев Ревентлов († 1604). Ото Ревентлов построява „Ревентлов-гробен камък“ в църквата в Лютиенбург.
Ото Ревентлов умира на 27 март 1618 г. и е погребан в църквата на Лютиенбург.

## Фамилия
Ото Ревентлов се жени 1581 г. за Доротея Алефелдт (* 1553, Лемкулен, Пльон; † 1635, Лютиенбург), дъщеря на Бертрам фон Алефелдт (1508 – 1571) и Доротея фон Рантцау. Те имат един син:
- Ивен Ревентлов (* 1582, Шьоневайде; † 6 декември 1628, Любек), женен I. 1581 г. за Анна Погвиш (1584 – 1623), II. на 15 септември 1625 г. за Доротея Погвиш